# Ulrika Åberg
Ulrika Åberg, född 1771, död 1852, var en av de första inhemska dansöserna i Sverige.
Efter att hon anställdes vid den gustavianska baletten som koryfé 1782 blev hon elev under Giovanna Bassi och uppträdde helt i enlighet med den italienska spelstil hon fått lära sig av henne. 
Hon efterträdde sin lärare i flera roller och uppskattades särskilt för sin roll i Tillfälle gör Tjuven, blev sekunddansös 1785 och premiärdansös 1787 innan hon slutade arbeta efter sitt giftermål 1795.
Bland hennes roller var också Lise i La Rosére de Salency av Jean-Rémy Marcadet mot Giovanna Bassi, Anna Sofia Lind, Antoine Bournonville och Joseph Saint-Fauraux Raimond  säsongen 1786-1787 och Mirza i Mirza och Lindor av Maximilian Gardel mot Carlo Caspare Simone Uttini, Louis Deland och Jean Marcadet 1792-1793.